# 仮称二号電波探信儀二型

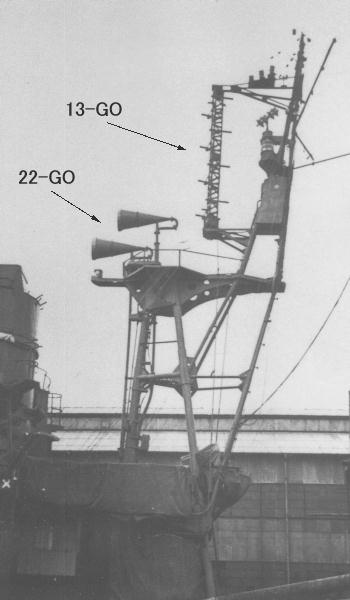
駆逐艦「春月」に搭載された22号電探。2つのホーン状のものが送受信アンテナ。

仮称二号電波探信儀二型（かしょう2ごうでんぱたんしんぎ2がた）は、日本海軍の開発した艦艇搭載用の対水上警戒レーダー。二号二型電探や22号電探などと略称される。
使用波長は0.1 m、尖頭出力2 kW、測定は最大感度法、重量は水上艦用1,320 kg、潜水艦用2,140 kg。対水上用には波長の短いマイクロ波（センチ波とも）を使用する必要があったが、実用化後も受信機の動作安定化に手間取った。1944年（昭和19年）7月以降に、ほとんどの主要艦艇に装備された。試作時の名称は仮称一〇三号。アンテナは、ダイポールアンテナと深い放物面を組み合わせたもので直径1.5 m奥行き2 mあり、通称「マグロ」と呼ばれた。

## 開発の経緯
1942年（昭和17年）5月に戦艦「日向」に搭載され「伊勢」搭載の二号一型と同時に試験が行われた。結果は戦艦「伊勢」を35 kmで探知した。元々対空用ではないため航空機は探知出来なかった。動作が不安定であり撤去予定であったが、出撃までに時間がなく、そのままアリューシャン方面へ出撃した。この時に北方海域の霧中でも味方艦船を探知でき、レーダーの有用性が示された。日向帰還後の会議で不採用とされたが、当時の日向艦長松田千秋大佐は実際の運用の体験から異論を唱え、直後に方針が変更され、小型艦艇用として開発を続行し量産されることとなった。
1943年（昭和18年）7月中旬には大和型戦艦「大和」に搭載して試験を行い、戦艦35 km、駆逐艦16 km、潜水艦の潜望鏡5 kmの成績だった。15.5 cm副砲弾の射撃では1万5000 ｍ先の弾着と水柱を確認している。

## 改良型と量産
- 二号二型改二 - 小型艦艇にも装備出来るよう小型化、アンテナは開口部直径80 cmの電磁ラッパ型となり、送受信機と分離してアンテナ単独で回転するようになった。月産4、5台のペースで生産されたが、動作は相変わらず不安定で、用兵側の評判は良くなかった。
- 二号二型改三 - 潜水艦用には50 Hzの交流電源を使用、より小型化されたもの。
- 二号二型改四(等感度方式) - 1943年（昭和18年）に射撃用レーダーとして受信ラッパを2個に増やし、切り替えによって測角する等感度方式のものが開発された。10月に戦艦「大和」に仮装備して実験がされ、「那智」などその他1,2の艦にも装備された。しかし等感度方式は調整の困難さから予定の性能が得られず、他艦への装備は中止され既設のものも撤去された。
- 二号二型改四 - 1944年（昭和19年）1月に受信機をオートダイン式とし、故障対策として変圧器を加え、ようやく動作が安定したもの。これを受けて同年3月に緊急生産が下令された[5]。
- 二号二型改四スーパーヘテロダイン式受信機付 - 1944年（昭和19年）8月に完成、自己監査装置が取り付けられて更に動作が安定し、レイテ沖海戦に間に合うよう既設のものもこの改良型への換装が急がれた。この型に指示装置を付加すれば、対水上射撃用電探の代用として使用できるとして、急遽捷号作戦に間に合わせるべく、南方泊地でも一号三型と共に主要艦艇のほとんどに装備された。その後も小型艦艇を含めた各艦に装備され、生産台数は約1,000台に達した。

## 最終的な性能
二二号電探の性能は、波長10cm、出力2kW、重量1,320kg、測距精度500m/測角3度の精度だった。南方泊地で装備された二号二型改三・受信機改付で安定化対策が成功したことから、光学測距儀と併用の上で、対水上射撃にも使用された。重巡「妙高」は、1944年12月13日の夜戦におけるレーダー射撃によって、米潜水艦に命中弾を与えるなど、実戦での戦果も確認された。

## 実戦での評価
キスカ島撤退作戦やマリアナ沖海戦の帰投時に敵の動向の把握に役立ったが、レイテ沖海戦までは「電探射撃は、距離測定はともかく、方位角測定が当てにならないので、難しい」とされていた。だが、サマール沖海戦後の戦闘詳報では、航空機、もしくは味方水上艦艇の観測補助があるという前提の上で、戦艦「大和」の電測射撃について「主砲の電測射撃は距離20キロ程度にあった目標（護衛空母または駆逐艦）に対して実施、精度良好（方位誤差3度以内）で射撃手段として有効と認められる」との戦訓が出されている。同海戦に参加し、電測射撃を行った戦艦「金剛」の戦闘詳報では「煙幕内にいる目標に対しても、電探により距離測距を行うとともに、我が方と異なる敵の砲口煙を眼鏡観測すれば、有効な砲戦は可能」とした上で、「敵巡洋艦の電探射撃精度は我が方と大差なく、敵の電探恐るるに足らず、近日中に我が方が精度面でも優位にならん」と強気の所見を出している。

## 戦後の活躍

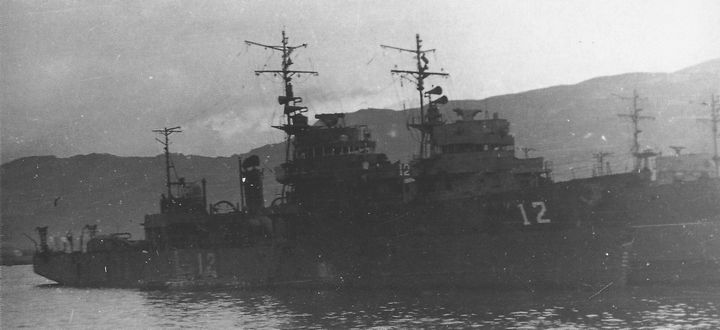
復員輸送艦として運用される第十二号海防艦（中央）と姉妹艦（右）
兵装や対空用の一三号レーダーは撤去されているが、二二号電探は残されている（1947年）

終戦後も、復員輸送艦に指定された艦艇は兵装や対空用のレーダーが撤去される中、二二号電探は残されて在外日本人の本土帰還のための航海に用いられた。
1946年（昭和21年）敗戦後の日本国内での食糧不足に際し、GHQの許可を得た捕鯨各社により、近海および南氷洋での捕鯨が早くも再開された。これら捕鯨船団にはGHQからの監督官が同船することが義務付けられたが、氷山が浮かぶ南氷洋での捕鯨に際し、レーダーも持たずに操業する危険から、GHQの人員が乗船を拒否・懸念する事態となった。しかし敗戦国が漁業用とはいえレーダーを開発製造することは、戦勝国側から懸念された。そこでGHQにより接収されていた二二号電探が注目され、1947年（昭和22年）の第二次南氷洋操業に際し、船団に搭載され、使用された。
1948年（昭和23年）の第三次南氷洋捕鯨出港前、捕鯨母船を視察した元海軍大佐でもある高松宮は「このレーダーは効果があるかね？僕もレーダーを使って知ってはいるが、故障が多く、（性能的にも）小さな氷山などには効果がないのではないか」との懸念をコメントとして残している。実際に小さな氷山に反応しないといった不調があり、捕鯨船団に同乗したGHQのブルスタ―英国武官は「日本はこんなもの（Aスコープ）を使うから戦争に負けたのだ。本国ロンドンではもっと良いものが市販されている」と感想を残している。一方で、高松宮の懸念に反し予想外の素晴らしい効果があったとする文章もあり、実際に二二号電探を装備する船は増え、専用のレーダーが製造開発され、1950年（昭和25年）の第五次南氷洋捕鯨でRCA製のレーダーに交換されるまで使用された。この間、二二号電探の保守点検と部品供給を行ったのは、旧帝国軍時代の開発者や製作担当者らであった。